# Hadjargebergte
Het Hadjargebergte (Arabisch: جبال الحجر; Djabal al-Hadjar; "stenen bergen") of Omangebergte is een bergketen in het noordoosten van Oman, op ongeveer 50 tot 100 kilometer uit de kust van de Golf van Oman. De bergketen strekt zich uit over een lengte van ongeveer 450 kilometer van de grens van Oman met de Verenigde Arabische Emiraten tot de oostelijke landtong van Oman bij de Indische Oceaan. Hij scheidt de lage kustvlakte van Oman van de hoge woestijnvlakte.
Het gebergte loopt van het noordelijke schiereiland Musandam als de Noordelijke Hadjar naar het zuidoosten en verwijdert zich daarbij steeds verder van de kust. Het centrale deel wordt gevormd door het massief Djabal Achdar, dat het hoogste en meest woeste deel van de bergketen vormt. Hier bevindt zich de Djabal Sjams ("berg van de zon"), die met ongeveer 3000 meter de hoogste berg van de bergketen en van heel Oman is.
De Djabal Achdar en de lagere bergketen Djabal Nachl worden in het zuiden begrensd door de laaggelegen wadi Samail, die in noordoostelijke richting naar Masqat leidt. Ten oosten van Samail bevindt zich de Oostelijke Hadjar (Hadjar asj-Sharqi), die lager is (500 tot 1500 meter) en naar het oosten loopt en daarbij dichter naar de kust leidt, in de richting van de vissersplaats Sur. De vallei vormt tevens de belangrijkste verbinding (weg, stroom- en telefoonkabels en pijpleidingen) tussen de kust en het binnenland, daar het grillige Hadjargebergte slechts op een paar plekken kan worden gepasseerd. De lage kustvlakte ten noorden en oosten van de Djabal Hadjar wordt Al Batinah ("de buik") genoemd en het binnenland Az Zahirah ("de rug").
De uitlopers van de bergketen zijn veelal steil en woest. Een  voorgebergte is op slechts een paar plekken aanwezig. Het Hadjargebergte is op enkele plaatsen diep ingesneden door rotsvalleien en kloven, zoals bijvoorbeeld door de wadi's Tiwi en Sjaab vanuit de noordoostelijke kust en de wadi Bani Chalid vanuit het zuiden. In deze wadi's bevinden zich bergbeken die - in ieder geval in de winter - gedeeltelijk met water zijn gevuld. In de wadi's Sjaab en Bani Chalid vormen deze bergbeken kleine meertjes. De wadi's in het binnenland zijn seizoensgebonden rivieren die alleen water voeren na regenval.
In het Hadjargebergte groeit weinig vegetatie. Op veel plekken kunnen aan de kale rotsformaties de verschillende lagen goed worden waargenomen. Soms laten markante rotsvormen zich bewonderen. Het gebied wordt niet voor niets een 'paradijs voor geologen' genoemd. De oevers van de wadi's zijn deels begroeid met palmen, struiken en cypergrassen, maar in het algemeen domineren rotsen, stenen, puin en stof met  hier en daar een verdroogde graspol of een enkele acacia. De hogere delen van het Hadjargebergte kennen een bergklimaat en de winters zijn hier een stuk koeler dan in andere delen van Oman. Ook valt er meer neerslag. Het Hadjargebergte is grotendeels onbewoond, maar in de uitlopers bevinden zich nederzettingen. Het Hadjargebergte is een van de laatste gebieden waar de Arabische thargeit en de Arabische luipaard nog voorkomen. De bossen van het Hadjargebergte zijn een ecoregio, de montane bossen van Al Hajar.